# Palazzina della Livia
La Palazzina della Livia è un edificio storico di Firenze, situato in di piazza San Marco 51, all'angolo con via degli Arazzieri (ingressi laterali ai nn. 2-4).

## Storia
Già attribuita al Buontalenti, la palazzina è da riferire all'attività di Bernardo Fallani, che la eresse tra il 1775 e il 1780 su commissione di Pietro Leopoldo di Lorena quale sede di un ufficio granducale, nella zona già occupata dagli stanzoni dei laboratori degli artigiani dell'Arazzeria medicea.
Dal 1786 fu residenza della ballerina Livia Malfatti Raimondi, amante del granduca, il cui nome è stato indissolubilmente legato alla piccola fabbrica. Mantenuto l'uso di abitazione fino agli anni di Firenze Capitale, l'edificio fu individuato nel 1865 per ospitare parte degli uffici della Direzione Generale del Demanio e Tasse.
Nonostante la scarsa fama dell'architetto che ne è autore, il piccolo edificio ha goduto tra Ottocento e Novecento di una notevole fortuna (tanto da essere retrodatato al Cinquecento, quasi che questo ne nobilitasse la storia), ed è stato modello di riferimento fondamentale per la tanto amata tipologia del "villino", in particolare tra la seconda metà dell'Ottocento e i primi del successivo. I motivi di tale fortuna sono bene riassunti da Gino Chierici che, negli anni cinquanta, ancora restituiva i sentimenti che avevano animato più di una generazione di architetti nel riferirsi a questo casino. "Qui tutto è creato con delicata sensibilità. L'insieme portale balcone finestra sull'asse della fronte, rappresenta una successione di forme avvicendantisi con composta aspirazione verso l'alto e concluse con un timpano rettangolare, che sormonta i laterali quanto basta ad esprimere l'idea senza turbare l'armonia dell'insieme; i due tondi animati da bassorilievi simbolici equilibrano il composto balcone, solidale attraverso le mensole con le lesene della porta; le doppie cornici orizzontali, al primo piano, allacciano gli spigoli bugnati mettendo in rilievo le perfette proporzioni della breve facciata... L'evoluzione del gusto ha approvato le conquiste più audaci di quel barocco che sta per tramontare, ma questo palazzetto è rimasto attaccato ad un sogno lontano e l'ha rivissuto con tanta amorosa aderenza che qualcuno l'ha ritenuto opera cinquecentesca".
I primi lavori di adattamento (quando la sede sembrava dover essere provvisoria) furono limitati e diretti dall'ingegnere Cesare Fortini dipendente dall'architetto Paolo Camotto, quindi, diventata questa sede definitiva, dall'ingegnere Nicola Nasi dipendente da Francesco Mazzei. Al Nasi, tra l'altro, si deve la costruzione di un secondo piano del corpo di fabbrica addossato al casino su via degli Arazzieri, così da raggiungere l'altezza del casino stesso ("un orrendo bubbone, un'escrescenza imposta al volume originale senza alcuna grazia", commenta Mario Bucci).
Lavori di restauro al complesso sono documentati al 1897. Attualmente l'edificio ospita il Circolo Ufficiali di presidio.
Il casino appare nell'elenco redatto nel 1901 dalla Direzione Generale delle Antichità e Belle Arti, quale edificio monumentale da considerare patrimonio artistico nazionale.

## Descrizione
Il fronte principale è chiaramente ispirato all'architettura fiorentina tardo rinascimentale (il che spiega la tradizionale quanto falsante attribuzione a Bernardo Buontalenti) ed è costituito da un ampio portone ad arco, incorniciato da bugnato, con due finestre inginocchiate ai lati. Al primo piano si apre un balcone con un finestrone e, ai fianchi, altre due finestre chiuse da timpani semicircolari, a riprendere il motivo del portone e a creare una variante rispetto all'apertura del finestrone centrale e delle due finestre inferiori, coronate da timpani triangolari. Ad impreziosire ulteriormente il prospetto sono, al di sotto della cornice marcapiano centrale, due rotelle con figure simboliche beneuguranti: una con l'ancora e il delfino (simbolo di buona navigazione), l'altra con cornucopie e il caduceo (augurante prosperi commerci).
Più semplici i prospetti su via degli Arazzieri e sul giardino posteriore, chiuso da un alto muro, a occupare una porzione dell'antico giardino di San Marco. Il fronte su via Arazzieri documenta in particolare i lavori eseguiti a partire dal 1865.
Gli interni mantengono alcune sale affrescate, come quella detta delle Finte Rovine, posta al piano terreno e in comunicazione con il giardino, dovuta a Giuseppe Del Moro (gli spazi interni - documentati come in condizioni di notevole degrado negli anni ottanta - sono stati fatti oggetto di un accurato intervento di restauro negli anni 1988-1990).

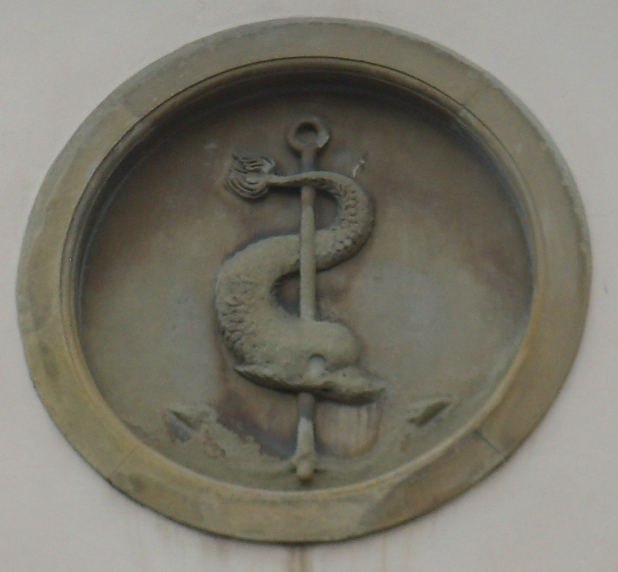
Medaglione con ancora e delfino
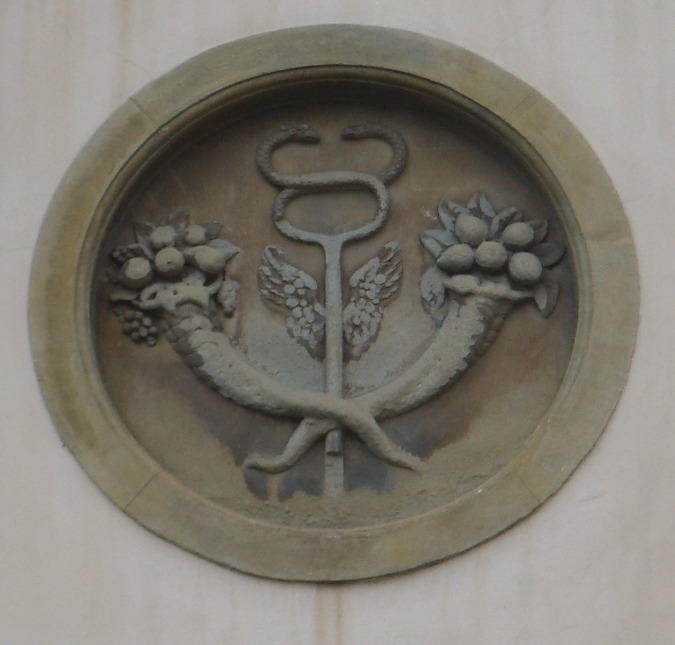
Medaglione con cornucopie e caduceo
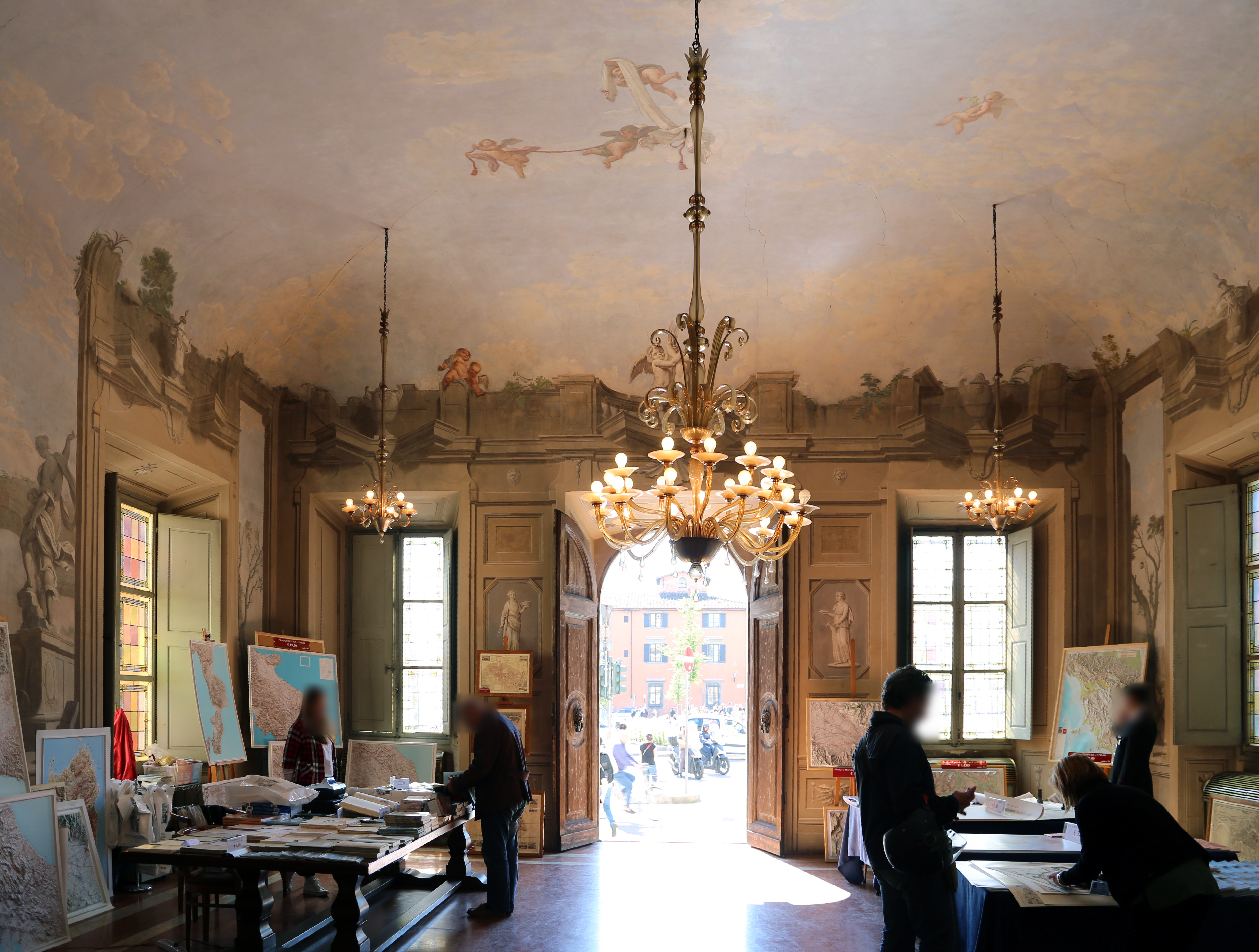
Sala affrescata con finte rovine
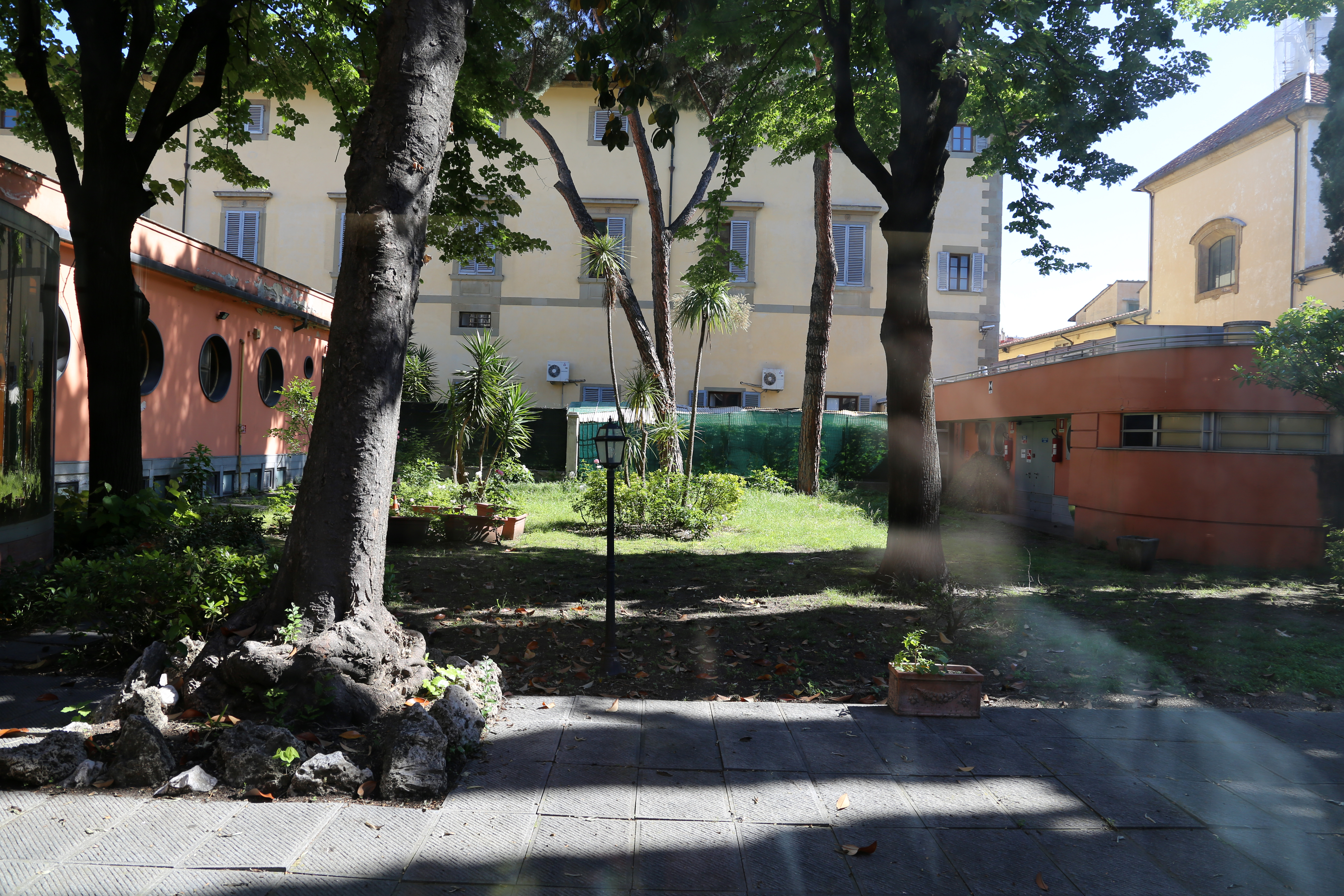
Giardino

## Bibliografia

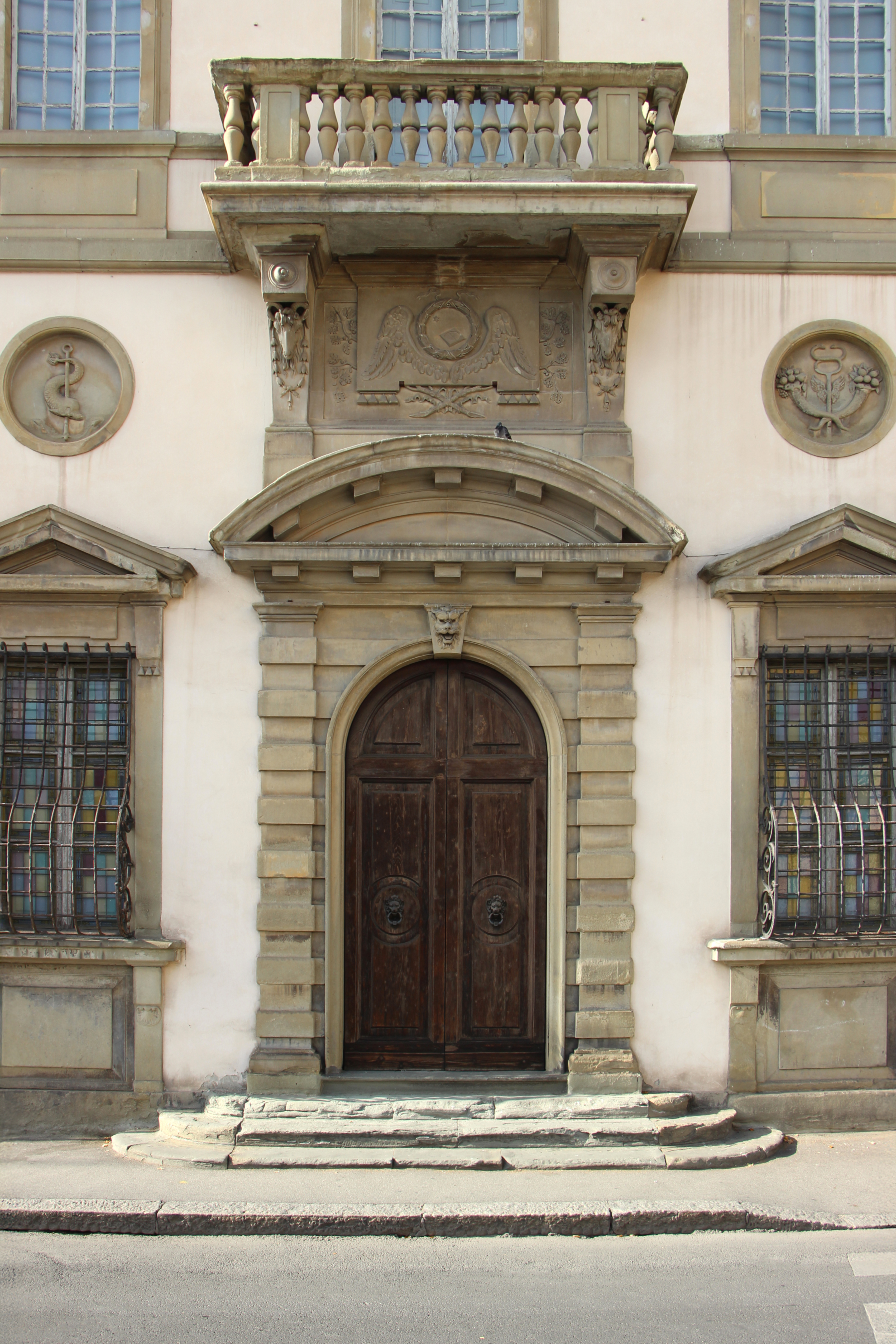
Il portale